# 佐武弘章
佐武弘章（さたけ ひろあき、1934年8月6日- ）は、日本の経済学者、大阪府立大学名誉教授。

## 略歴
和歌山市出身。1965年大阪市立大学大学院経済学研究科博士課程満期退学、87年「「資本の生産過程論」の成立: 「資本論」第1部の成立過程の研究」で経済学博士。大阪社会事業短期大学講師、助教授、大阪府立大学社会福祉学部教授。99年定年退官、名誉教授、福井県立大学教授を務めた。

## 著書
- 『『資本論』の賃労働分析』新評論 1977
- 『社会福祉思想の成立』(現代社会福祉叢書) 新評論 1979
- 『「資本の生産過程論」の成立 『資本論』第一部の成立過程の研究』未来社 1987
- 『「消費完結型」生産方式 NPS研究会の実験にかんする調査と分析』白桃書房 1995
- 『トヨタ生産方式の生成・発展・変容』東洋経済新報社 1998
- 『原理・原則にもとづく現場改善の実践 工場の一隅の改善・ムダ取りから高利益・強競争力企業への脱皮』古畑友三監修 日科技連出版社 2007

### 共編著
- 『高齢化社会への総合政策』植田政孝,紙野桂人,船曳宏保共編 新評論 1990
- 『高齢化社会政策の実験』荒木兵一郎、船曳宏保共編 新評論 1991
- 『「整流」によるもの造り トヨタ生産方式を導く八つの原則』編著 東洋経済新報社 2005
- 『自動車産業と生産システム (龍谷大学社会科学研究所叢書) 伊達浩憲,松岡憲司共編著 晃洋書房 2006
- 『日産プロダクションウェイ もう一つのものづくり革命』下川浩一共編 有斐閣 2011

## 論文
- <佐武弘章